# Duyure
Duyure é uma cidade hondurenha do departamento de Choluteca.